# Murō
Murō (jap. 室生村 Murō-mura) – nieistniejąca już japońska wioska w prefekturze Nara, w powiecie Uda. Według stanu na 2005 r., populacja Murō liczyła 5939 ludzi, przy gęstości zaludnienia 55 osób/km². Obszar zajmowany przez wioskę liczył 107,99 km². 
1 stycznia 2006 r. Murō oraz miasta: Utano, Haibara i Ōuda, zostały połączone w nowe miasto, Uda.